# F. Ryan Duffy
F. Ryan Duffy (Fond du Lac, 1888. június 23. – Milwaukee, 1979. augusztus 16.) az Amerikai Egyesült Államok szenátora (Wisconsin, 1933–1939).